# Kenny Anthony
Kenny Davis Anthony, född 8 januari 1951, är en luciansk politiker som var Saint Lucias premiärminister från 1997 till 2006, och igen från 2011 till 2016. Kenny Anthony lämnade sin statsministerpost och avgick som partiledare för Saint Lucias Arbetarparti efter valet 2016.